# Высшая лига КВН 2012
Сезон Высшей лиги КВН 2012 года — 26-й сезон с возрождения телевизионного КВН в 1986 году.
Этот сезон проходил по схеме, схожей со схемой прошлого: 20 команд играют четыре игры 1/8-й финала, дальше следуют три четвертьфинала, два полуфинала и финал.
По ходу сезона в лиге состоялась смена редакторов. Андрей Чивурин и Леонид Купридо редактировали первую половину сезона и специальные мероприятия, а во второй половине сезона их заменили Дмитрий Шпеньков («Обычные люди», «25-ая») и Дмитрий Колчин («СОК»). Было объявлено, что уход Чивурина и Купридо из Высшей лиги не означает, что они прекращают работать в АМиКе — Чивурин продолжил редактировать Высшую украинскую лигу до её закрытия в 2014 году, а Купридо — Первую лигу до её переезда из Минска также в 2014 году, после чего он стал редактором новой Международной лиги КВН.
В сезон Высшей лиги 2012 были приглашены 20 команд, из них — 10 новичков, и 10 команд с опытом игры в Высшей лиге. Среди новичков выпускники Премьер-лиги КВН, Турнира ВУЛ и Первой лиги. Впервые в Высшую лигу попала команда КВН из Прибалтики — «Рижские готы», которые объединились с командами лиги «Рига» («Монро» (Москва) и Сборная Германии). Также участие в сезоне приняла новая Сборная Казахстана, в состав которой вошли участники команд «Каzахи», «Астана.kz» и «Спарта». В Высшую лигу вернулась команда КВН «Триод и Диод», пропустившая сезон, и финалисты сезона 2011 — «Парапапарам» и «ГородЪ ПятигорскЪ». В сезон также попали вице-чемпионы Премьер-лиги «Сега Мега Драйв 16 бит», ставшие самой малочисленной командой Высшей лиги: актёрский состав — три человека. Рекорд, установленный москвичами, продержался недолго — уже через два года в Высшей лиге появилась команда из двух человек.
Главными прорывами сезона стали «Сборная Камызякского края по КВНу», выигравшая свои две первые игры в Высшей лиге, получив максимальные оценки за все конкурсы; «Факультет журналистики» из Санкт-Петербурга, дошедший до финала, несмотря на очень неуверенное начало; и «Раисы» — вторая женская команда, попавшая в финал Высшей лиги. Помимо новичков из Санкт-Петербурга и Иркутска, в финале оказались пятигорчане и смоляне. Бронзовые призёры предыдущего сезона из Пятигорска на этот раз завоевали серебро, которое они поделили с «Факультетом журналистики», бронза уехала в Иркутск, а золотые медали выиграла команда из Смоленска.

## Состав
В сезон Высшей лиги 2012 были приглашены двадцать команд:
1. КемБридж (Кемерово) — финалисты Турнира ВУЛ
2. Раисы (Иркутск) — полуфиналисты Первой лиги
3. Бомонд (Челябинск) — полуфиналисты Премьер-лиги
4. Рижские готы (Рига) — финалисты Премьер-лиги, выступали как «Сборная Прибалтики» с командами лиги «Рига»
5. Ананас (Вязьма) — финалисты Премьер-лиги
6. Сборная Камызякского края (Астрахань) — финалисты Премьер-лиги
7. Сега Мега Драйв 16 бит (Москва) — вице-чемпионы Премьер-лиги
8. Факультет журналистики (Санкт-Петербург) — вице-чемпионы Премьер-лиги
9. ИГУ (Иркутск) — чемпионы Премьер-лиги
10. Сборная Казахстана (Астана) — сборная команд «Каzахи», «Астана.kz» и других казахстанских команд КВН
11. Сборная Батайска (Батайск) — второй сезон в Высшей лиге, чемпионы Краснодарской лиги
12. Гураны (Чита) — второй сезон в Высшей лиге, чемпионы лиги «Азия»
13. ВиZиТ (Москва) — второй сезон в Высшей лиге
14. Ботанический сад (Хабаровск) — четвёртый сезон в Высшей лиге, объединились с командой «Сделано в Хабаровске»
15. Сборная Чечни (Грозный) — третий сезон в Высшей лиге
16. Вятка (Киров) — второй сезон в Высшей лиге
17. Днепр (Днепропетровск) — третий сезон в Высшей лиге
18. Парапапарам (Москва) — третий сезон в Высшей лиге
19. ГородЪ ПятигорскЪ (Пятигорск) — второй сезон в Высшей лиге
20. Триод и Диод (Смоленск) — третий сезон в Высшей лиге

Чемпионом сезона стала команда КВН «Триод и Диод».

## Игры

### ⅛ финала
Первая ⅛ финала
- Дата игры: 12 февраля
- Тема игры: Земля
- Команды: Триод и Диод (Смоленск), Сега Мега Драйв 16 бит (Москва), Сборная Прибалтики (Рига), Факультет журналистики (Санкт-Петербург), Бомонд (Челябинск)
- Жюри: Дмитрий Нагиев, Валдис Пельш, Игорь Верник, Константин Эрнст, Михаил Ефремов, Леонид Якубович
- Конкурсы: Приветствие («Археологическая экспедиция»), Триатлон («Полезные ископаемые»), Музыкальное домашнее задание («Земляне»)

| Команда                | Приветствие | Триатлон | общий | МДЗ | Итого |
| ---------------------- | ----------- | -------- | ----- | --- | ----- |
| Триод и Диод           | 5           | 0,9      | 5,9   | 6   | 11,9  |
| Сега Мега Драйв 16 бит | 4,8         | 1        | 5,8   | 5,3 | 11,1  |
| Сборная Прибалтики     | 4,8         | 0,7      | 5,5   | 5,8 | 11,3  |
| Факультет журналистики | 4,3         | 0,8      | 5,1   | 5,3 | 10,4  |
| Бомонд                 | 4,7         | 0,6      | 5,3   | 6   | 11,3  |

Результат игры:
1. Триод и Диод
2. Бомонд; Сборная Прибалтики
3. Сега Мега Драйв 16 бит
4. Факультет журналистики

- Игры 1/8-й финала были посвящены общей теме «Стихии зодиака».
- В приветствии команда «Бомонд» показала номер «Выборы в стиле церемонии вручения премии „Оскар“».
- В приветствии команды «Сега Мега Драйв 16 бит» капитан команды Илья Аксёнов бросил в зал мячик и случайно попал им в лицо Дмитрию Нагиеву.
- В начале игры было показано видеообращение Владимира Путина к командам.
- Это первая игра Высшей лиги с Финала 2003 года, на которой в жюри не было Гусмана.

Вторая ⅛ финала
- Дата игры: 25 февраля
- Тема игры: Вода
- Команды: ГородЪ ПятигорскЪ (Пятигорск), ИГУ (Иркутск), Гураны (Чита), ВиZиТ (Москва), Днепр (Днепропетровск)
- Жюри: Леонид Якубович, Дмитрий Нагиев, Игорь Верник, Константин Эрнст, Валдис Пельш, Андрей Макаревич, Юлий Гусман
- Конкурсы: Приветствие («Истина в воде»), Триатлон («Льём воду»), Музыкальное домашнее задание («Атлантида»)

| Команда           | Приветствие | Триатлон | общий | МДЗ | Итого |
| ----------------- | ----------- | -------- | ----- | --- | ----- |
| ГородЪ ПятигорскЪ | 5           | 0,8      | 5,8   | 6   | 11,8  |
| ИГУ               | 4,6         | 1        | 5,6   | 5,6 | 11,2  |
| Гураны            | 4           | 0,7      | 4,7   | 5,4 | 10,1  |
| ВиZиТ             | 4,1         | 0,6      | 4,7   | 5,3 | 10    |
| Днепр             | 4,4         | 0,9      | 5,3   | 5,3 | 10,6  |

Результат игры:
1. ГородЪ ПятигорскЪ
2. ИГУ
3. Днепр
4. Гураны
5. ВиZиТ

- На этой игре «ГородЪ ПятигорскЪ» показали домашнее задание «Русалочка».
- Команды «ВиZиТ», «Гураны» и «Днепр» встретились во второй игре Высшей лиги и в предыдущем сезоне, однако тогда их результаты были обратными: москвичи закончили игру на втором месте, читинцы на третьем, а днепряне на пятом.
- Команда ИГУ показала домашнее задание не про Атлантиду, а про Антарктиду.

Третья ⅛ финала
- Дата игры: 3 марта
- Тема игры: Воздух
- Команды: Сборная Казахстана (Астана), Ананас (Вязьма), КемБридж (Кемерово), Ботанический сад (Хабаровск), Раисы (Иркутск)
- Жюри: Леонид Якубович, Дмитрий Нагиев, Константин Эрнст, Екатерина Стриженова, Юлий Гусман
- Конкурсы: Приветствие («Первый полёт»), Триатлон («Свежий воздух»), Музыкальное домашнее задание («Ветер перемен»)

| Команда            | Приветствие | Триатлон | общий | МДЗ | Итого |
| ------------------ | ----------- | -------- | ----- | --- | ----- |
| Сборная Казахстана | 4,8         | 0,7      | 5,5   | 5,8 | 11,3  |
| Ананас             | 4,6         | 1        | 5,6   | 5,6 | 11,2  |
| КемБридж           | 4,8         | 0,6      | 5,4   | 5,2 | 10,6  |
| Ботанический сад   | 4,2         | 0,8      | 5     | 5   | 10    |
| Раисы              | 5           | 0,9      | 5,9   | 6   | 11,9  |

Результат игры:
1. Раисы
2. Сборная Казахстана
3. Ананас
4. КемБридж
5. Ботанический сад

- Команда «Ботанический сад» стала первой командой, проигравшей три раза на первом этапе Высшей лиги.
- В своём домашнем задании «Раисы» показали номер «Freestyler».

Четвёртая ⅛ финала
- Дата игры: 21 марта
- Тема игры: Огонь
- Команды: Вятка (Киров), Парапапарам (Москва), Сборная Камызякского края (Астрахань), Сборная Чечни (Грозный), Сборная Батайска (Батайск)
- Жюри: Леонид Якубович, Дмитрий Нагиев, Игорь Верник, Константин Эрнст, Валдис Пельш, Михаил Галустян, Юлий Гусман
- Конкурсы: Приветствие («Добыча огня»), Триатлон («Олимпийский огонь»), Музыкальное домашнее задание («Магия огня»)

| Команда          | Приветствие | Триатлон | общий | МДЗ | Итого |
| ---------------- | ----------- | -------- | ----- | --- | ----- |
| Вятка            | 5           | 0,9      | 5,9   | 5,9 | 11,8  |
| Парапапарам      | 4,9         | 0,7      | 5,6   | 6   | 11,6  |
| Камызяк          | 5           | 1        | 6     | 6   | 12    |
| Сборная Чечни    | 4,9         | 0,8      | 5,7   | 5,3 | 11    |
| Сборная Батайска | 4,7         | 0,6      | 5,3   | 4,9 | 10,2  |

Результат игры:
1. Сборная Камызякского края
2. Вятка
3. Парапапарам
4. Сборная Чечни
5. Сборная Батайска

- На этой игре «Камызяки» показали домашнее задание «Маугли и огненный цветок».
- «Сборная Камызякского края» стала шестой командой, набравшей в Высшей лиге максимум баллов за игру, и первой, набравшей максимальный балл в дебютной игре.

Дополнительно в четвертьфинал члены жюри добрали команды: Ананас (третья игра), Днепр (вторая игра), КемБридж (третья игра), Факультет журналистики (первая игра), Сборная Чечни (четвёртая игра) и Парапапарам (четвёртая игра). Александр Васильевич Масляков дополнительно добрал команду Сега Мега Драйв 16 бит (первая игра). Таким образом, в четвертьфинал проходят 16 команд. Все команды, прошедшие собственными силами, начинают четвертьфинал с активом 0,1 балла.

### Четвертьфиналы
Первый четвертьфинал
- Дата игры: 17 апреля
- Тема игры: Разумное
- Команды: Сега Мега Драйв 16 бит (Москва), Раисы (Иркутск), Сборная Прибалтики (Рига), Днепр (Днепропетровск), Триод и Диод (Смоленск), Сборная Чечни (Грозный)
- Жюри: Леонид Якубович, Дмитрий Нагиев, Игорь Верник, Константин Эрнст, Валдис Пельш, Юлий Гусман
- Конкурсы: Бонус («0,1»), Приветствие («Умный в гору не пойдёт»), Разминка («С точки зрения логики»), СТЭМ («Ума палата»), Конкурс одной песни («Песнь о техническом прогрессе»)

| Команда                | Бонус | Приветствие | общий | Разминка | общий | СТЭМ | общий | КОП | Итого |
| ---------------------- | ----- | ----------- | ----- | -------- | ----- | ---- | ----- | --- | ----- |
| Сега Мега Драйв 16 бит | 0     | 4,2         | 4,2   | 4,7      | 8,9   | 3,5  | 12,4  | 3,8 | 16,2  |
| Раисы                  | 0,1   | 5           | 5,1   | 4,5      | 9,6   | 3,7  | 13,3  | 4   | 17,3  |
| Сборная Прибалтики     | 0,1   | 4,7         | 4,8   | 4,5      | 9,3   | 3    | 12,3  | 3,7 | 16    |
| Днепр                  | 0     | 4,2         | 4,2   | 4,2      | 8,4   | 4    | 12,4  | 3,5 | 15,9  |
| Триод и Диод           | 0,1   | 5           | 5,1   | 5,3      | 10,4  | 3,8  | 14,2  | 4   | 18,2  |
| Сборная Чечни          | 0     | 5           | 5     | 4,8      | 9,8   | 3,3  | 13,1  | 3,7 | 16,8  |

Результат игры:
1. Триод и Диод
2. Раисы
3. Сборная Чечни
4. Сега Мега Драйв 16 бит
5. Сборная Прибалтики
6. Днепр

- На этой игре «Днепр» показал СТЭМ про ссору Игоря и Лены по поводу обуви.
- В СТЭМе смолян действие происходит в отделении полиции. Среди фотографий разыскиваемых на стене можно увидеть участников команды КВН «Обычные люди».
- В клипе, показанном в рамках конкурса одной песни Сборной Чечни, снялся Рамзан Кадыров.
- Эта игра была последней в Высшей лиге для команды «Сега Мега Драйв 16 бит». Они стали первой командой, ради которой было введено президентское правление, не ставшей чемпионом Высшей лиги.

Второй четвертьфинал
- Дата игры: 24 апреля
- Тема игры: Доброе
- Команды: Сборная Казахстана (Астана), ГородЪ ПятигорскЪ (Пятигорск), КемБридж (Кемерово), Ананас (Вязьма), Вятка (Киров)
- Жюри: Леонид Якубович, Дмитрий Нагиев, Константин Эрнст, Александр Пушной, Юлий Гусман
- Конкурсы: Бонус («0,1»), Приветствие («Творить добро»), Разминка («Добрый совет»), СТЭМ («Мир не без добрых людей»), Конкурс одной песни («Доброта спасёт мир»)

| Команда            | Бонус | Приветствие | общий | Разминка | общий | СТЭМ | общий | КОП | Итого |
| ------------------ | ----- | ----------- | ----- | -------- | ----- | ---- | ----- | --- | ----- |
| Сборная Казахстана | 0,1   | 4,2         | 4,3   | 4,6      | 8,9   | 3,4  | 12,3  | 4   | 16,3  |
| ГородЪ ПятигорскЪ  | 0,1   | 5           | 5,1   | 4,8      | 9,9   | 4    | 13,9  | 4   | 17,9  |
| КемБридж           | 0     | 4,2         | 4,2   | 4        | 8,2   | 3,8  | 12    | 4   | 16    |
| Ананас             | 0     | 4,2         | 4,2   | 4        | 8,2   | 3,2  | 11,4  | 3,4 | 14,8  |
| Вятка              | 0,1   | 4,8         | 4,9   | 5,4      | 10,3  | 4    | 14,3  | 3,6 | 17,9  |

Результат игры:
1. Вятка; ГородЪ ПятигорскЪ
2. Сборная Казахстана
3. КемБридж
4. Ананас

- На этой игре «Вятка» показала СТЭМ про отца, который за деньги ходил на родительское собрание вместо других родителей.
- В конкурсе одной песни команды «КемБридж» принял участие Николай Валуев[8].

Третий четвертьфинал
- Дата игры: 28 апреля
- Тема игры: Вечное
- Команды: ИГУ (Иркутск), Бомонд (Челябинск), Сборная Камызякского края (Астрахань), Парапапарам (Москва), Факультет журналистики (Санкт-Петербург)
- Жюри: Леонид Якубович, Дмитрий Нагиев, Игорь Верник, Михаил Ефремов, Юлий Гусман
- Конкурсы: Бонус («0,1»), Приветствие («Вечные ценности»), Разминка («Вечные проблемы»), СТЭМ («Вечный двигатель»), Конкурс одной песни («Вечная любовь»)

| Команда                | Бонус | Приветствие | общий | Разминка | общий | СТЭМ | общий | КОП | Итого |
| ---------------------- | ----- | ----------- | ----- | -------- | ----- | ---- | ----- | --- | ----- |
| ИГУ                    | 0,1   | 4,6         | 4,7   | 4,6      | 9,3   | 3,8  | 13,1  | 3,4 | 16,5  |
| Бомонд                 | 0,1   | 4,4         | 4,5   | 5        | 9,5   | 3,2  | 12,7  | 3,4 | 16,1  |
| Камызяк                | 0,1   | 5           | 5,1   | 6        | 11,1  | 4    | 15,1  | 4   | 19,1  |
| Парапапарам            | 0     | 5           | 5     | 5,2      | 10,2  | 4    | 14,2  | 3,6 | 17,8  |
| Факультет журналистики | 0     | 5           | 5     | 4,4      | 9,4   | 4    | 13,4  | 4   | 17,4  |

Результат игры:
1. Сборная Камызякского края
2. Парапапарам
3. Факультет журналистики
4. ИГУ
5. Бомонд

- «Сборная Камызякского края» стала шестой командой в истории Высшей лиги, получившей максимальный балл за разминку.
- «Сборная Камызякского края» побила на этой игре два рекорда: она стала первой командой, дважды набравшей в Высшей лиге максимум за игру (первый раз был в 1/8-й финала), а также первой, набравшей максимум за игру, в которой проводилась разминка на 6 баллов.
- В конкурсе одной песни «Камызяки» показали КОП «Песня про мэра города Камызяк»[10]. Слова «он для нас царь, для нас господин… хотя что вам об этом петь, у вас такой же один в один…» были вырезаны из эфира в некоторых частях России, но оставлены в других, а также в эфирах на другие страны.
- Команда «Факультет журналистики» показала на этой игре СТЭМ, в котором ход событий зависел от решения одного из членов жюри (Михаила Ефремова)[11], а также конкурс одной песни, в котором участники команды вели репортаж из прошлого[12].
- В этой игре за команду «ИГУ» в приветствии выступил Кирилл Лопаткин, будущий участник команды «Саратов».[13]

Дополнительно в полуфинал члены жюри добрали следующие команды: Сборная Казахстана (вторая игра) и Факультет журналистики (третья игра).

### Полуфиналы
Первый полуфинал
- Дата игры: 5 октября
- Тема игры: Физики
- Команды: Раисы (Иркутск), Парапапарам (Москва), Триод и Диод (Смоленск), Сборная Казахстана (Астана)
- Жюри: Валдис Пельш, Анастасия Заворотнюк, Константин Эрнст, Михаил Ефремов, Юлий Гусман
- Конкурсы: Приветствие («Законы физики»), Комбинированный капитанский конкурс («С точки зрения физики»), СТЭМ (со звездой) («Непризнанные гении»), Конкурс одной песни («Науки юношей питают»)

| Команда            | Приветствие | Капитанский | общий | СТЭМ | общий | КОП | Итого |
| ------------------ | ----------- | ----------- | ----- | ---- | ----- | --- | ----- |
| Раисы              | 5           | 1           | 6     | 4    | 10    | 4   | 14    |
| Парапапарам        | 4,6         | 0,8         | 5,4   | 3,8  | 9,2   | 4   | 13,2  |
| Триод и Диод       | 5           | 1           | 6     | 3,8  | 9,8   | 3,6 | 13,4  |
| Сборная Казахстана | 4,4         | 0,7         | 5,1   | 3,6  | 8,7   | 3,6 | 12,3  |

Результат игры:
1. Раисы
2. Триод и Диод
3. Парапапарам
4. Сборная Казахстана

- Тема первого полуфинала соответствует теме первого полуфинала предыдущего сезона. Также, темы полуфиналов — «Физики и лирики» — соответствуют темам полуфиналов сезона 2003.
- Комбинированный капитанский конкурс состоял из трёх частей: монолог капитана, биатлон и разминка с жюри и ведущим (разминка играется полными составами команд). После каждого круга выбывает одна команда — первая получает 0,7 балла, вторая — 0,8, третья — 0,9, победитель — 1 балл.
- Капитанский конкурс играли: Вера Гасаранова («Раисы»), Максим Киселёв («Триод и Диод»), Иван Абрамов («Парапапарам»), Нурлан Коянбаев (Сборная Казахстана).
- В СТЭМе со звездой участвовали: Вера Брежнева (за МГИМО), Тина Канделаки (за Казахстан), Лера Кудрявцева (за Смоленск) и Лариса Гузеева (за «Раис»).
- Это первая игра Высшей лиги с 1996-го года, которую не редактировал Андрей Чивурин. Начиная с этой игры оценки команд объявляет Дмитрий Шпеньков.
- «Раисы» стали седьмой командой, набравшей максимум за игру в Высшей лиге[15].
- «Раисы» стали второй женской командой, прошедшей в финал Высшей лиги КВН.
- В приветствии МГИМО было показано видео с участием Дмитрия Нагиева.
- В конкурсе одной песни на этой игре «Раисы» показали номер «Бабушки у подъезда».

Второй полуфинал
- Дата игры: 17 октября
- Тема игры: Лирики
- Команды: Сборная Камызякского края (Астрахань), Вятка (Киров), ГородЪ ПятигорскЪ (Пятигорск), Факультет журналистики (Санкт-Петербург)
- Жюри: Андрей Макаревич, Михаил Галустян, Анастасия Заворотнюк, Константин Эрнст, Михаил Ефремов, Юлий Гусман
- Конкурсы: Приветствие («Души прекрасные порывы»), Комбинированный капитанский конкурс («Лирическое отступление»), СТЭМ (со звездой) («Последние романтики»), Конкурс одной песни («Формула любви»)

| Команда                | Приветствие | Капитанский | общий | СТЭМ | общий | КОП | Итого |
| ---------------------- | ----------- | ----------- | ----- | ---- | ----- | --- | ----- |
| Камызяк                | 4,8         | 0,8         | 5,6   | 3,7  | 9,3   | 3,8 | 13,1  |
| Вятка                  | 4,8         | 0,8         | 5,6   | 3,7  | 9,3   | 3,8 | 13,1  |
| ГородЪ ПятигорскЪ      | 5           | 0,8         | 5,8   | 4    | 9,8   | 4   | 13,8  |
| Факультет журналистики | 5           | 0,8         | 5,8   | 3,8  | 9,6   | 4   | 13,6  |

Результат игры:
1. ГородЪ ПятигорскЪ
2. Факультет журналистики
3. Вятка; Сборная Камызякского края

- За комбинированный капитанский конкурс все команды получили поровну — 0,8 баллов, поскольку никто не проиграл в первом раунде, и никто не выиграл в третьем.
- Капитанский конкурс играли: Ирина Чеснокова («Факультет журналистики»), Азамат Мусагалиев («Сборная Камызякского края»), Дмитрий Бушуев («Вятка»), Ольга Картункова («ГородЪ ПятигорскЪ»).
- В СТЭМе со звездой участвовали: Анфиса Чехова (за «Вятку»), Кай Метов (за «Камызяков»), Эдгард Запашный (за Пятигорск) и Никита Джигурда (за «ЖурФак»).
- В СТЭМе Пятигорска также принял участие Аскольд Запашный.
- «Факультет журналистики» стали всего лишь второй командой из Санкт-Петербурга, прошедшей в финал Высшей лиги КВН. Это произошло ровно 10 лет после предыдущего участия команды из Санкт-Петербурга в финале.
- В конкурсе одной песни «Факультет журналистики» показали номер, в котором они пели с записью выступления Аркадия Райкина.

### Финал
- Дата игры: 21 декабря
- Тема игры: Ирония игры
- Команды: Раисы (Иркутск), ГородЪ ПятигорскЪ (Пятигорск), Факультет журналистики (Санкт-Петербург), Триод и Диод (Смоленск)
- Жюри: Андрей Макаревич, Леонид Якубович, Константин Эрнст, Михаил Ефремов, Юлий Гусман
- Конкурсы: Приветствие («Новогоднее обращение»), Триатлон («Новогодний триатлон»), Киноконкурс («Видеооткрытка на память»), СТЭМ («Семейный праздник»), Конкурс одной песни («Всё будет хорошо»)

| Команда                | Приветствие | Триатлон | общий | Киноконкурс | общий | СТЭМ | общий | КОП | Итого |
| ---------------------- | ----------- | -------- | ----- | ----------- | ----- | ---- | ----- | --- | ----- |
| Раисы                  | 5           | 1        | 6     | 3,4         | 9,4   | 4    | 13,4  | 3,6 | 17    |
| ГородЪ ПятигорскЪ      | 5           | 1        | 6     | 3,8         | 9,8   | 4    | 13,8  | 3,4 | 17,2  |
| Факультет журналистики | 4,6         | 0,8      | 5,4   | 4           | 9,4   | 4    | 13,4  | 3,8 | 17,2  |
| Триод и Диод           | 5           | 0,7      | 5,7   | 4           | 9,7   | 4    | 13,7  | 4   | 17,7  |

Результат игры:
1. Триод и Диод
2. ГородЪ ПятигорскЪ; Факультет журналистики
3. Раисы

Команда КВН «Триод и Диод» стала чемпионом Высшей лиги сезона 2012 года.
- В предыдущих финалах Высшей лиги с участием команды «Триод и Диод», смоляне вели в счёте перед последним конкурсом, но в итоге проигрывали. На этот раз получилось наоборот.
- «Триод и Диод» — четвёртый чемпион Премьер-лиги, ставший чемпионом и в Высшей лиге.
- В конкурсе «триатлон» команда «Раисы» заработала 0,9 балла, дополнительную десятую иркутянки получили, сорвав «счастливую» хлопушку с вопросом.
- Это первая игра КВН, вышедшая в эфир после перехода «Первого канала» в формат HD.
- Это четвёртый финал, в котором «Факультет журналистики» стал вице-чемпионом (в 2008-м они были вице-чемпионами Рязанской лиги, в 2010-м — Первой лиги, в 2011-м — Премьер-лиги).
- На этой игре Пятигорск показал СТЭМ по мотивам фильма «Ирония судьбы», в котором Женя вместо Ленинграда приезжает в Пятигорск, а «Триод и Диод» показали СТЭМ про мужа, который забрал с вокзала не того человека.
- «Факультет журналистики» на этой игре показал очередной интерактивный СТЭМ, на этот раз в нём участвовали все члены жюри; а в конкурсе одной песни команда продолжила свою идею с четвертьфинала, и показала репортаж из будущего.
- «Факультет журналистики» — вторая команда (после МХТИ в 1987), которая стала вице-чемпионом, заняв последнее место в первой игре сезона[18][19].

## Члены жюри
В сезоне 2012 игры Высшей лиги КВН судили 12 человек.
9 игр
- Юлий Гусман
- Константин Эрнст

8 игр
- Леонид Якубович

7 игр
- Дмитрий Нагиев

5 игр
- Игорь Верник
- Михаил Ефремов
- Валдис Пельш

3 игры
- Андрей Макаревич

2 игры
- Михаил Галустян
- Анастасия Заворотнюк

1 игра
- Александр Пушной
- Екатерина Стриженова

## Видео
- Первая 1/8-я финала
- Вторая 1/8-я финала
- Третья 1/8-я финала
- Четвёртая 1/8-я финала
- Первый четвертьфинал
- Второй четвертьфинал
- Третий четвертьфинал
- Первый полуфинал
- Второй полуфинал
- Финал